# 六灶港
六灶港是中華人民共和國上海市浦东新区境內的一條河道，全长19.87公里，它西起咸塘港，东至机场围场河，途徑周浦镇、川沙新镇、祝桥镇。沿六灶港修筑的对面街（中市街）是六灶镇的中心。